# Stade Mustapha-Seffouhi
Le stade Mustapha-Seffouhi (en arabe : ملعب مصطفى سفوحي) est le plus ancien stade de football de la ville de Batna. Il est proche du Stade du 1er novembre 54.

## Histoire
Dans les années 1990, les vestiaires des arbitres et des équipes sont situés derrière les buts. Il y avait aussi des petites tribunes en forme triangulaire où venaient les supporters des équipes visiteuses. Ces tribunes et ces vestiaires ont été enlevés par la suite. 

## Clubs résidents
Le stade Seffouhi est géré par la commune de Batna  depuis l'indépendance de l'Algérie. Il sert de stade de compétitions aux équipes Batnéennes. Il sert aussi de stade d'entraînement au club local: le CABatna. Le Club MSPB de judo s'entraînait dans le stade dans les années 1990. Le stade a fait l'objet de travaux de rénovation en 2015.

## Célébrités liées au Stade
- Rabah Saâdane, footballeur algérien, devenu entraîneur qui a fait qualifier l'équipe nationale algérienne trois fois en coupe du monde, dans son enfance Rabah s’y rend dans ce stade pour "taper dans le ballon"[6].